# Эрсакон
Эрсако́н (кабард.-черк. Абатэ Хьэблэ) — аул в Адыге-Хабльском районе Карачаево-Черкесской Республики. 
Административный центр муниципального образования «Эрсаконское сельское поселение».

## География
Аул расположен в северо-западной части западной зоны Адыге-Хабльского района, на левом берегу реки Большой Зеленчук. Находится в 23 км к северо-западу от районного центра — Адыге-Хабль и в 37 км от города Черкесск.
Граничит с землями населённых пунктов: Киево-Жураки на севере, Апсуа северо-востоке, Спарта на юго-востоке и Ново-Кувинск на юге.
Населённый пункт расположен в переходной от равнинной к предгорной, зоне республики. Рельеф местности представляет собой в основном полого-волнистую равнину с общим понижением террасы с юга на север. Долина реки Большой Зеленчук сильно изрезана. Средние высоты на территории аула составляют 457 метра над уровнем моря. Также в окрестностях аула расположены курганы адыгского типа XII-XVI веков.
Почвенный покров отличается разнообразием. Развиты черноземы предкавказские и предгорные. В пойме рек распространены пойменные луговые почвы.
Гидрографическая сеть в основном представлена рекой Большой Зеленчук и его левыми притоками — Эрсаконская и Коновская. 
Климат умеренно-тёплый. Среднегодовая температура воздуха положительная и составляет около +10°С. Средняя температура июля +21,5°С, средняя температура января –2°С. Продолжительность вегетационного периода 210 дней. Местность относится к зоне достаточного увлажнения, однако раз в несколько лет, летом наблюдаются сильные восточные и северо-восточные ветры, которые несут засуху. Среднегодовое количество осадков составляет около 680 мм в год. Основная их часть приходится на период с апреля по июнь.

## Этимология
По одной из версий, иногородние верховые из-за некоторой боязни одолевали безлюдное расстояние от аула Эрсакон до села Ивановское с переходом на галоп и вскачь. Название аула Эрсакон, предположительно происходит от игры слов «рысь» (бег лошади) и «конь». Трансформацией этих слов «рысью конь» получилось слово «Рысакон», которое впоследствии трансформировалось в «Эрсакон».
Черкесское название переводится как «селение Абатовых».

## История
Аул был основан в 1857 году, незадолго до окончания Русско-Кавказской войны. Первопоселенцами были адыги из побережья Чёрного моря, которые вследствие притеснения русскими войсками сначала обосновались на левом берегу реки Малый Зеленчук, а затем переселились на левый берег реки Большой Зеленчук, где и находится аул по сей день.
Первоначально аул был назван Абатовский (кабард.-черк. Абатэ Хьэблэ), в честь шапсугского дворянина Абата возглавлявшего поход переселенцев. После окончания Кавказской войны, аул начал пополняться за счет переселенцев из других близлежащих селений.
В 1929 году аул как и другие черкесские аулы, был переименован из-за присутствия в их названиях фамилий княжеских и дворянских родов. В результате аул Абатовский получил своё нынешнее название Эрсакон.
С 1935 по 1953 года Эрсакон являлся центром Кувинского района Черкесской автономной области.
С 1957 года центр Эрсаконского сельсовета (ныне сельское поселение) Адыге-Хабльского района, в которую также были включены аул Ново-Кувинский и хутор Киево-Жураковский.

## Население
| 1939 | 2002  | 2010  | 2021  |
| ---- | ----- | ----- | ----- |
| 1710 | ↗1998 | ↗2626 | ↘2405 |

Национальный состав
По данным Всероссийской переписи населения 2010 года:
| Народ   | Численность, чел. | Доля от всего населения, % |
| ------- | ----------------- | -------------------------- |
| черкесы | 2 217             | 84,4 %                     |
| абазины | 150               | 5,7 %                      |
| русские | 87                | 3,3 %                      |
| татары  | 79                | 3,0 %                      |
| ногайцы | 28                | 1,1 %                      |
| другие  | 65                | 2,5 %                      |
| всего   | 2 626             | 100 %                      |

По данным Всероссийской переписи населения 2021 года:
| Народ               | Численность, чел. | Доля от всего населения, % |
| ------------------- | ----------------- | -------------------------- |
| черкесы             | 2 185             | 90,85 %                    |
| абазины             | 91                | 3,78 %                     |
| русские             | 46                | 1,91 %                     |
| татары              | 45                | 1,87 %                     |
| другие / не указано | 38                | 1,58 %                     |
| всего               | 2 405             | 100,0 %                    |

## Образование
- Средняя общеобразовательная школа № 1 — ул. Ленина, 92.
- Общеобразовательная сменная школа — ул. Ленина, 92.
- Начальная школа Детский сад — ул. Ленина, 94.
- Детская музыкальная школа.

## Здравоохранение
- Участковая больница — ул. Ленина, 96.
- Ветеринарный участок — ул. Ленина, 120.

## Культура
- Дом культуры

Общественно-политические организации:
- Адыгэ Хасэ
- Совет ветеранов труда и войны

## Ислам
В ауле действует одна мечеть.
- Аульская мечеть — ул. Гагарина, 90.

## Экономика
На территории аула расположено предприятие по добыче и производству керамического кирпича — ОАО «Эрсаконский кирпичный завод».

## Улицы
| Абдулаева |
| Восточная |
| Гагарина  |
| Дружбы    |
| Заводская |
| Заречная  |
| Кирова    |

| Комсомольская |
| Курганная     |
| Ленина        |
| Мельничная    |
| Набережная    |
| Подгорная     |

| Полевая     |
| Садовая     |
| Советская   |
| Степная     |
| Техническая |
| Школьная    |